# Muhammad Rachman
Muhammad Rachman est un boxeur indonésien né le 23 décembre 1971 à Merauke.

## Carrière
Il devient champion du monde des poids pailles IBF le 14 septembre 2004 en battant aux points Daniel Reyes.
Rachman défend sa ceinture face à Fahlan Sakkreerin, Omar Soto et Benjie Sorolla puis perd le 7 juillet 2007 face à Florante Condes. Il remporte néanmoins une seconde fois le titre mondial des poids pailles (cette fois version WBA) aux dépens du Thaïlandais Kwanthai Sithmorseng le 19 avril 2011 par KO au 9e round mais s'incline aux points le 30 juillet suivant face à Pornsawan Porpramook.